# Denise O'Connor
Denise Catherine O'Connor (Bayonne, 18 maggio 1935) è un'ex schermitrice statunitense.

## Biografia
Ha partecipato ai Giochi della XVIII Olimpiade di Tokyo nel 1964 ed ai Giochi della XXI Olimpiade di Montréal nel 1976

## Palmarès
In carriera ha conseguito i seguenti risultati:
- Giochi Panamericani:

Città del Messico 1975: bronzo nel fioretto a squadre.